# Philipp Karl (Erbach-Fürstenau)
Philipp Karl von Erbach-Fürstenau (* 14. September 1677 auf Schloss Schönberg; † 2. Juni 1736 auf Schloss Fürstenau) war Begründer der älteren Linie Fürstenau sowie hessen-kasselischer Obrist und Oberrheinischer Generalmajor.

## Herkunft
Seine Eltern waren Georg Albrecht II. zu Erbach († 23. März 1717) und dessen Ehefrau, die Gräfin Anna Dorothea Christina zu Hohenlohe-Waldenburg (1656–1724).

## Leben
Er erhielt seine schulische Ausbildung auf dem Gymnasium in Wolfenbüttel. Anschließend ging er in hessen-kasselsche Dienste und wurde Obrist in einem Kavallerie-Regiment. Er kämpfte in der Schlacht bei Höchstädt, dort wurde er umzingelt, es gelang ihm aber der Ausbruch. Später wurde er Generalmajor im Oberrheinischen Kreisregiment zu Fuß des Landgrafen von Hessen-Darmstadt (später Infanterie-Leib-Regiment „Großherzogin“ (3. Großherzoglich Hessisches) Nr. 117).
Von 1732 bis 1735 war er Direktor des fränkischen Grafen-Kollegiums und starb 1736 nach langwieriger Krankheit.

### Erbe
Georg Albrecht II. hatte in seinem Testament verfügt, dass das Land gleichmäßig zwischen den Brüdern aufgeteilt werden sollte. So wurde eine Auflistung gemacht und anschließend unter Aufsicht des Grafen Carl Otto zu Solms-Laubach in drei Teile geteilt. Anschließend wurde am 4. Mai 1718 durch Los entschieden, wer welchen Teil erhielt. So erhielt Philipp Karl das Amt Fürstenau, Georg Wilhelm das Amt Reichenbach und Georg August das Amt Schönberg. Als mit dem Tod von Friedrich Karl am 20. Februar 1731 die ältere Linie Erbach ausstarb, wurde das Erbe zunächst gemeinsam verwaltet. Am 3. März 1747 wurden dann auch diese Länder aufgeteilt.

## Familie
Er heiratete am 4. Dezember 1698 die Gräfin Charlotte Amalie von Kunowitz (* 17. April 1677; † 8. Juni 1722), eine Tochter des hessen-kasselischen Regierungspräsidenten Johann Dietrich von Kunowitz. Das Paar hatte mehrere Kinder:
- Caroline Amalie (* 29. September 1700; † 7. Mai 1758) ⚭  19. Juni 1726 Herzog Ernst Friedrich II. von Sachsen-Hildburghausen (* 17. Dezember 1707; † 13. August 1745)
- Henriette Albertine Sophie Eleonore (1703–1704)
- Luise Eleonore (1705–1707)
- Johann Wilhelm (* 13. Februar 1707; † 1. August 1742), Graf zu Erbach-Fürstenau, k.k. Rittmeister

Nach dem Tod seiner ersten Frau heiratete er am 22. Juli 1723 die Freiin Anna Sophie von Speßhardt (* 16. September 1693; † 10. Januar 1767), eine Tochter des Freiherrn Kaspar von Speßhardt. Das Paar hatte mehrere Kinder:
- Irma (1724–1730)
- Charlotte Wilhelmine (1725–1739)
- Ernst Ludwig Eginhard (1726–1727)
- Ludwig II. Friedrich Karl Eginhard (* 12./13. Mai 1728; † 16. Januar 1794) ⚭ 1784 Christine Sophie Küchler "Madame Treuberg", Eltern von Friedrich von Treuberg
- Sophie Karoline Christine Luise Eleonore (1730–1737)
- Georg Albrecht III. (* 14. Juni 1731; † 2. Mai 1778), Graf zu Erbach-Fürstenau ⚭ 1752 Prinzessin Josepha Eberhardine Adolfine von Schwarzburg-Sondershausen (*  2. März 1737; † 27. Juli 1788)